# Jörg Peisert
Jörg Peisert (* 1963 oder 1964) ist ein deutscher Pokerspieler. Er gewann 2009 ein Bracelet bei der World Series of Poker.

## Persönliches
Peisert ist gelernter Bankkaufmann und lebt in Düsseldorf. Dort arbeitet er als selbstständiger Portfoliomanager.

## Pokerkarriere
Peisert spielt seit 2007 regelmäßig Poker und erzielte seine erste Geldplatzierung bei einem Live-Turnier im Februar 2008 in Duisburg. Dort gewann er ein Turnier der Duisburg Open und machte aus 50 Euro Buy-in mehr als 3500 Euro. Im November 2008 belegte er bei einem Turnier der Master Classics of Poker in Amsterdam den zweiten Platz und erhielt dafür mehr als 90.000 Euro. Ende Juni 2009 war Peisert erstmals bei der World Series of Poker (WSOP) im Rio All-Suite Hotel and Casino am Las Vegas Strip erfolgreich und gewann ein Turnier in der Variante No Limit Hold’em. Dafür setzte er sich gegen 853 andere Spieler durch und sicherte sich ein Bracelet sowie eine Siegprämie von mehr als 500.000 US-Dollar. Mitte August 2009 kam Peisert beim Main Event der European Poker Tour in Kiew ins Geld und beendete das Turnier auf dem mit rund 7500 Euro dotierten 40. Platz. Bei der WSOP 2010 und 2015 erreichte er je einmal die Geldränge. Auch bei der World Series of Poker Europe im King’s Resort in Rozvadov erzielte er 2018 und 2022 jeweils eine Geldplatzierung.
Insgesamt hat sich Peisert mit Poker bei Live-Turnieren mehr als eine Million US-Dollar erspielt.